# Protoneura ailsa
Protoneura ailsa là loài chuồn chuồn trong họ Protoneuridae. Loài này được Donnelly mô tả khoa học đầu tiên năm 1961.